# Naval Reserves Returning from the War
Naval Reserves Returning from the War è un cortometraggio muto del 1898.

## Produzione
Il film fu prodotto dalla Selig Polyscope Company.

## Distribuzione
Distribuito dalla Selig Polyscope Company, il film - un cortometraggio di 15,24 metri - venne inserito nel catalogo della casa di Chicago nel 1908.